# Karen Simensen
Karen Simensen (Oslo, 26 de agosto de 1907 – Oslo, 13 de julho de 1996) foi uma patinadora artística norueguesa. Ela conquistou a medalha de bronze no Campeonato Mundial de 1927, e competiu nos Jogos Olímpicos de Inverno de 1928, onde terminou na décima sexta posição.

## Principais resultados
| Resultados                                            | Resultados        | Resultados    | Resultados    | Resultados    | Resultados    |
| Internacional                                         | Internacional     | Internacional | Internacional | Internacional | Internacional |
| Evento/Temporada                                      | 1926– 1927        | 1927– 1928    |               |               |               |
| ----------------------------------------------------- | ----------------- | ------------- | ------------- | ------------- | ------------- |
| Jogos Olímpicos                                       |                   | 16.ª          |               |               |               |
| Campeonato Mundial                                    | Medalha de bronze |               |               |               |               |
|                                                       |                   |               |               |               |               |
| Legenda: Competição não foi disputada nesta temporada |                   |               |               |               |               |